# Pablo Sáez y Sáez
Pablo Sáez y Sáez (Cuéllar, 1816 - Cuéllar, 1894) fue un abogado y político español.
En 1852 aparece como uno de los escribanos de número de Cuéllar (Segovia), su villa natal. Llegó a la política local siendo alcalde de Cuéllar (1850-1851), y tras el Bienio Progresista, fue elegido concejal de Cuéllar en 1856. Dos años más tarde es electo diputado en las Cortes Españolas por la provincia de Segovia y en 1860 vuelve a ser elegido alcalde de Cuéllar, tras la deposición del concejo por parte del gobernador. Fue elegido por segunda y tercera vez diputado provincial, en 1863 y 1865, y finalmente fue nombrado presidente de la Junta Revolucionaria formada tras el derrocamiento de la monarquía en la Revolución de 1868, que dio inicio al Sexenio Democrático. 
Aún en 1887 seguía activo en la política local, siendo nombrado en el citado año concejal del Ayuntamiento de Cuéllar, y falleció en su villa natal en el año 1894.